# Twin-Pipe-Sonde
Als Twin-Pipe-Sonden werden Erdwärmesonden bezeichnet, die zur Gewinnung von Erdwärme im Spülverfahren in das Erdreich eingebracht werden. Anders als bei normalen Erdwärmesonden bzw. Tiefensonden, werden die Twin-Pipe-Sonden maximal 20 Meter tief in das Erdreich eingebracht. Twin-Pipe-Sonden können im obersten Grundwasserstockwerk bis etwa 15–20 Meter im Spüllanzen-Verfahren eingebracht werden, sofern es sich beim Untergrund um einen gut spülbaren Sandboden handelt. Twin-Pipe-Sonden in der obersten wasserführenden Schicht haben einen hohen Wärmeentzug, wenn sie im Grundwasser stehen. Die „Spülsonde“ ist weniger aufwendig als das Spülbohrverfahren, das für Erdsonden bis 100 oder in Einzelfällen sogar bis 200 Meter angewendet wird.
Theoretisch kann soweit gespült werden, bis die erste Mergelschicht erreicht ist. In der Praxis sind Sonden von 12 oder 14 Meter die Regel, da diese Längen sich aus Stangenrohr herstellen lassen und für jede Baustelle einsetzbar sind. Die unter dem obersten Grundwasserleiter liegende, zumeist tonige Mergelschicht hat eine hohe Wärmeleitfähigkeit, welche das Sondenfeld auch von unten gut mit Energie versorgt. Die einzelnen Sonden werden im Abstand von zwei bis drei Meter eingebracht, unterhalb der Frostgrenze miteinander verbunden und zu einem Verteilerschacht geführt.
Spülsonden, die komplett im Grundwasserstrom liegen, haben auch bei hoher Belastung sehr stabile Quellentemperaturen, da sie ähnlich wie eine Wasser-Wasser-Wärmepumpe ständig mit neuer Energie versorgt werden. Eine Vereisung kann bei korrekter Dimensionierung ausgeschlossen werden. Im Sommer wird das Sondenfeld vom Grundwasser vollständig regeneriert.
Die Sonden werden mit dem steinfreien Spülgut verfüllt oder verschlämmt, um ein späteres Nachsacken auszuschließen. Ein Verpressen mit Bentonit ist meist nicht erforderlich, da die Betriebsdrücke niedrig sind und weil mit dem Spüllanzenverfahren unmöglich ist, mehrere wasserführende Schichten zu durchstoßen.

## Anschluss der Twin-Pipe-Sonden
Die einzelnen Sonden werden in einem Rohrgraben unterhalb der Frostgrenze mit dem Kunststoff-Schweißverfahren miteinander verbunden. Je nach Druckverlust werden immer drei bis fünf Sonden in Reihe geschaltet und gemeinsam zum Verteilerschacht geführt. Wichtig ist es auch hier, dass die Längen und damit der Gesamtdruckverlust der Kreise gleich sind. Bei sehr langgezogenen Sondenfeldern ist es möglich, nah am Verteiler fünf Sonden zusammenzufassen und an weiter entfernten Punkten 4 oder 5.
Es werden auch Varianten angeboten, bei denen über Abstandshalter etwa 20 cm Abstand zwischen den beiden Rohren erzeugt werden. Da mit einer Doppellanze und einer entsprechenden Wassermenge ein ovales Loch gespült werden kann, können diese Sonden mit Abstandshaltern eingebracht werden. Dadurch wird zwischen den Sondenrohren ein größerer Abstand erzielt. Dies erhöht den Wärmeertrag.
Für einen Spülvorgang werden zwischen 1000 und 2000 Liter Wasser pro Twin-Pipe-Sonde benötigt. Eine benzinbetriebene Spülpumpe sollte 80 m³/h bei einem Druck von acht bar liefern.
Auslegung:
Für den Wärmeentzug im Grundwasser werden bei einem Sondenabstand von 2,5 Metern folgende Leistungen angesetzt:
Spülsonde: 30–35 W/m (1800h/a)
Damit werden Twin-Pipe-Sonden in der Regel großzügiger ausgelegt als Tiefensonden. Das Risiko von Bauschäden, Artesern oder Hebungsrissen wie z. B. in Staufen im Breisgau 2007 besteht bei Twin-Pipe-Sonden nicht, da im Spülverfahren keine Grundwasserstockwerke durchstoßen werden können. Twin-Pipe-Sonden gelten daher als besonders sicheres Verfahren für die Gewinnung von oberflächennaher Geothermie.